# Bravos de Agujita
Los Bravos de Agujita es un equipo de béisbol que compite en la Liga del Norte de Coahuila con sede en Agujita, Coahuila, México.

## Historia
Los Bravos de Agujita hicieron su debut para la temporada 2017, tomando uno de los lugares que dejaron los Mineros de Nueva Rosita y los Rieleros GIMSA de Frontera.

## Jugadores

### Roster actual
Por definir.